# Васил Шанто
Васил Шанто - Васко (на албански: Vasil Shanto - Vasko) е албански политик, деец на Албанската комунистическа партия, кандидат за член на Централния комитет на партията, народен герой на Албания. Шанто е един от основателите на Албанската комунистическа партия и заедно с Кемал Стафа е водач на комунистическата група в Шкодра. Често е изпращан на срещи с дейци на Югославската комунистическа партия.

## Биография
Роден е на 13 август 1913 година в Шкодра, в семейството на Петруш и Юстиниана, емигранти от град Струга. Баща му Петруш и майка му Юстиниана имат хлебарница в Шкодра, а по време на Втората световна война в Тирана. Шанто също работи като хлебар и в 1928 година се присъединява към албанското комунистическо движение. По време на италианската инвазия в Албания от 7 – 12 април 1939 година е част от комунистическата група в Шкодра, в която влизат още Кемал Стафа, студент, Лири Гега, интелектуалец, Юмер Дишница, лекар, Зеф Мала и други, като лидери са Мала, Шанто, Стафа и Кристо Темелко. Дейността на групата обхваща и Косово и Западна Македония, а организацията включва и емигранти от Дяково и други места в Косово, преместили се в Албания между 1930 и 1937 година.
През август 1941 година е основана Албанската комунистическа партия чрез споразумение между комунистическите групи от Шкодра, начело с Шанто и Стафа) и Корча и Тирана, начело с Енвер Ходжа. Шанто е един от членовете на Учредителното събрание от шкодренската група заедно със Стафа, Темелко и Тук Якова, на 8 - 14 ноември 1941 година в Тирана. Сред членовете основатели има 8 християни: Кочо Ташко, Кочи Дзодзе, Панди Кристо, Гин Марку, Васил Шанто, Тук Якова, Кристо Темелко и Анастас Лула и 5 мюсюлмани: Енвер Ходжа, Кемал Стафа, Рамадан Читаку, Кадри Ходжа и Садик Премте.
Около 8 ноември 1943 година Шанто пристига в щаба на 2-ри корпус на югославските партизани в Колашин, като част от делегация на Централния комитет на албанските комунисти за среща с командващия Иван Милутинович по партийни, политически и военни въпроси, важни за по-нататъшното развитие на албанското комунистическо движение.
Шанто влиза в конфликт с Ходжа, но това е скрито от обществеността. Убит е на 1 февруари 1944 година при престрелка с германски сили при Шкодра.
Сестрата на Шанто, Елисавета, е омъжена за Петър Булатович-Булат (Петро Булати), бивш полковник в албанското министерство на вътрешните работи, с албанско и югославско гражданство. В 1956 година Булати е обявен за „враг на народа“ и „агент на УДБА“ и екзекутиран. Сестрата на Шанто с останалата част от семейството е изпратена в лагер за интерниране.
Шанто посмъртно получава албанското почетно звание „народен герой“.